# Берзін Ян Карлович
Берзін Ян Карлович, справжнє ім'я Петеріс Янович Кюзіс (13 (25) листопада 1889 , Яунпілс, Курляндська губернія  — 29 липня 1938 , Будівля органів держбезпеки на Луб'янці ) — радянський військовий і політичний діяч, один з творців і керівник радянської військової розвідки, армійський комісар 2-го рангу (1937).
Народився в сім'ї батрака-латиша. У 1905 році вступив в РСДРП. Активний учасник революції 1905—1907 рр. У 1907 році за вбивство поліцейського засуджений до 8 років каторги, але через неповноліття термін скорочений до 2 років. У 1911 році знову заарештований за революційну діяльність і засланий в Іркутську губернію, звідки втік у 1914 році з підробленими документами, на ім'я Яна Карловича Берзіна.
Під час Першої світової війни призваний в армію, звідки дезертував. Працював слюсарем на заводах Петрограда. Активно брав участь в Лютневій революції. Під час Жовтневого збройного повстання 1917 року член партійного комітету у Виборзькому районі й член Петроградського комітету.

## Дати біографії
- З грудня 1917 року працював в апараті ВНК РРФСР.
- У січні — травні 1919 року — заступник народного комісара внутрішніх справ Радянської Латвії.
- У грудні 1920 року переведений на службу в Розвідувальне управління РСЧА.
- У березні 1924 — квітні 1935 року — начальник 4-го розвідувального управління штабу РСЧА, фактично створив систему військової розвідки СРСР.
- 1932—1934 роки — після серії скандальних провалів у роботі радянської військової розвідки був переміщений на посаду заступника командувача військами Особливої Червонопрапорної Далекосхідної армії, але фактично там не працював.
- 1936—1937 роки — головний військовий радник в армії республіканської Іспанії під ім'ям генерала Доніцетті.
- Травень 1937 року — повернення в СРСР і знову на пост начальника Розвідувального управління.
- 1 серпня 1937 року знятий з поста начальника Розвідувального управління з направленням у розпорядження Народного комісара оборони СРСР
- 27 листопада 1937 року — був заарештований і звинувачений в «антирадянській троцькістській терористичній діяльності».
- 29 липня 1938 року — розстріляний на полігоні «Комунарка». Реабілітований посмертно 28 липня 1956 року.